# Вогнецвітка червона
Вогнецвітка червона, чеверниця (Pyrochroa coccinea) — вид жуків родини вогнівок (Pyrochroidae).

## Поширення
Вид поширений по всій Європі. Присутній у фауні України.

## Опис
Жук завдовжки 14-18 мм. Тіло плоске і широке, чорного кольору. Передньоспинка і надкрила червоні. Лапки чорні, лише кігтики темно-коричневі. Вусики у самиць зубчасті, у самців гребнисті.

## Спосіб життя
Жук трапляється на лісових узліссях та галявинах, в основному на квітах та мертвій деревині. Спостерігається з травня по червень. Імаго живиться рослинними соками та виділеннями попелиць. Личинки живуть під корою і розвиваються впродовж двох-трьох років. Личинки є хижаками, полюють на личинок комах, інколи власного виду.